# Gymnopleurus somaliensis
Gymnopleurus somaliensis är en skalbaggsart som beskrevs av Lansberge 1882. Gymnopleurus somaliensis ingår i släktet Gymnopleurus och familjen bladhorningar. Inga underarter finns listade i Catalogue of Life.